# Олсон, Эверетт
Эверетт Клэр Олсон (англ. Everett Claire Olson; 6 ноября 1910, Вопака, Висконсин — 27 ноября 1993) — американский зоолог, геолог и палеонтолог. Занимался изучением эволюции ранних позвоночных. В ходе своих исследований по изучению ископаемых наземных позвоночных он определил интервалы вымирания в пермском и триасовом периодах. Некоторые из других его заметных исследований также включали роды Slaugenhopia, Trimerorhachis и Waggoneria.

## Биография
Эверетт Олсон родился в городе Вопака, штат Висконсин. Вырос в Гинсдейле, штат Иллинойс. Олсон изучал геологию в Чикагском университете. Там получил степень бакалавра, закончил аспирантуру и получил степень доктора философии по геологии в 1935 году.

### Работа
Был сотрудником кафедры биологии в Калифорнийском университете в Лос-Анджелесе. Был членом Национальной академии наук и ведущим учёным Центра изучения эволюции и происхождения жизни (CSEOL).
Олсон открыл массовое вымирание животных и растений, которое произошло 273 млн лет назад. Он заметил, что между раннепермской и среднепермской фаунами отсутствует преемственность: они существенно разнятся, причём изменение оказывается очень быстрым, плавного перехода не прослеживается. Причём это резкое изменение касается многих групп организмов: растений, морских беспозвоночных, четвероногих. Это вымирание впоследствии получило название «Олсоново вымирание». Описал ряд ископаемых таксонов. Среди его достижений важно отметить описание родов ранних амфибий Slaugenhopia, Trimerorhachis и Waggoneria.

## Память

### Награды
- 1980 — медаль Палеонтологического общества
- 1987 — медаль Ромера-Симпсона

### Эпонимы
В честь Олсона названы:
- вид капторинид Reiszorhinus olsoni
- клада темноспондильных амфибий Olsoniformes